# EB-Reihe 31 (1900)
Die Reihe 31 der Belgischen Staatsbahnen (Chemins de fer de l’État belge, abgekürzt EB, auch L’État belge) waren Lokomotiven der Achsfolge 1’C Mogul, die 1900 von Baldwin Locomotive Works in den Vereinigten Staaten produziert wurden.

## Geschichte
1899 bestellten die Belgischen Staatsbahnen versuchsweise zwölf von Baldwin Locomotive Works in den USA konstruierte und gebaute Lokomotiven, die als „Type 31“ bezeichnet wurden und vor Güterzügen zwischen Antwerpen und Schaerbeek eingesetzt wurden. Gelegentlich wurden sie auch vor Personenzügen eingesetzt. Sie bekamen die Nummer 2811 bis 2822.
Da diese Lokomotiven jedoch enttäuschende Ergebnisse erzielten, entschied man sich zugunsten des Baus von Maschinen basierend auf der Reihe 812 der schottischen Caledonian Railway, woraus die später in großen Stückzahlen gebauten Reihen 30 und 32 wurden.
Ab 1916 wurden die ersten Maschinen abgestellt. Während der Besetzung Belgiens im Ersten Weltkrieg bekamen die dann noch vorhandenen Lokomotiven die Reihenbezeichnung G05. Nach Ende des Krieges existierten noch mindestens vier Exemplare, die kurzzeitig reaktiviert und für lokale Gütertransporte genutzt wurden. Mit dem Eintreffen der ersten Waffenstillstandslokomotiven 1919 wurden auch diese letzten Exemplare endgültig ausrangiert und bis Mitte 1920 verschrottet.
Die Reihennummer 31 wurde ab 1925 an die Lokomotiven der bisherigen Reihe 32S vergeben.

## Liste
| Betriebsnummer EB | Fabriknummer Baldwin | Indienststellung  | Betriebsnummer während der Besetzung |
| ----------------- | -------------------- | ----------------- | ------------------------------------ |
| 2811              | 17942                | 12. Oktober 1900  | 02508                                |
| 2812              | 17920                | 12. Oktober 1900  | 02509                                |
| 2813              | 17921                | 10. Oktober 1900  | 02506                                |
| 2814              | 17922                | 14. Oktober 1900  | 02511                                |
| 2815              | 17923                | 16. Oktober 1900  | 02510                                |
| 2816              | 17919                | 11. Oktober 1900  |                                      |
| 2817              | 18099                | 09. November 1900 |                                      |
| 2818              | 18100                | 14. November 1900 | 02507                                |
| 2819              | 18108                | 14. November 1900 |                                      |
| 2820              | 18109                | 09. November 1900 | 02501                                |
| 2821              | 18110                | 10. November 1900 | 02502                                |
| 2822              | 18111                | 13. November 1900 |                                      |

## Anmerkung
Baugleiche bzw. sehr ähnliche Lokomotiven im amerikanischen Stil bestellten um 1900 auch verschiedene britische und französische Eisenbahngesellschaften bei Baldwin in den USA. Die Königlich Bayerischen Staatsbahnen bestellten testweise je zwei Lokomotiven der Achsfolge 2’B1 (S 2/5) und 1’D (E 1). In allen Fällen waren die Gesellschaften aber nicht mit den amerikanischen Lokomotiven zufrieden. Die Wartungskosten der Maschinen waren aufgrund der einfachen Konstruktion zwar geringer, dafür aber der Kohleverbrauch deutlich höher. Alles in allem zeigten diese Loks keinerlei Überlegenheit zu einheimischen Baureihen, sodass man sich wieder auf die bewährten einheimischen Konstrukteure und Lokomotivfabriken verließ.